# Seven Points (Teksas)
Seven Points je grad u američkoj saveznoj državi Teksas. Prema popisu stanovništva iz 2010. u njemu je živjelo 1.455 stanovnika.